# Masai Ujiri

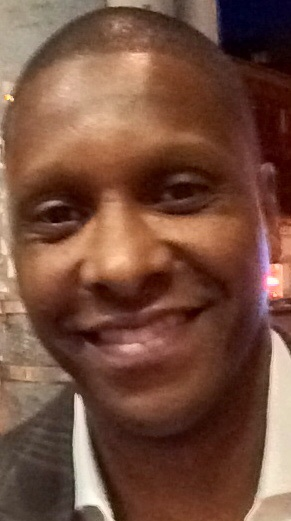
Masai Ujiri

Masai Ujiri, född 7 juli 1970 i Bournemouth i England, är en nigeriansk basketfunktionär och före detta basketspelare. Han är sedan 2017 ordförande och vice vd för NBA-laget Toronto Raptors. Han var lagets general manager 2013–2017 och innan dess var han general manager för Denver Nuggets 2010–2013. Han växte upp i en familj med nigeriansk far och kenyansk mor. Han kom till faderns hemland Nigeria två år gammal och bodde där tills han var tretton.